# Pico dos Cabecinhos
O Pico dos Cabecinhos é uma elevação portuguesa localizada na freguesia açoriana do Topo, concelho da Calheta, ilha de São Jorge, arquipélago dos Açores.
Este acidente geológico encontra-se geograficamente localizado próximo da Ponta do Topo encontra-se intimamente relacionado com maciço montanhoso central da ilha de são Jorge do qual faz parte.
O Pico dos Cabecinhos localiza-se próximo ao Pico do Facho, à Fajã do Salto Verde, à Fajã do Nortezinho, à Fajã do Norte Estreito e junto à Fajã da Ribeira Funda.
Esta formação geológica localizada a 728 metros de altitude acima do nível do mar apresenta escorrimento pluvial para a costa marítima e deve na sua formação geológica a um escorrimento lávico e piroclástico antigo.